# الشعب (حبيش)

تعديل مصدري - تعديل

الشعب هي إحدى قرى عزلة جبل خضراء بمديرية حبيش التابعة لمحافظة إب، بلغ تعداد سكانها 850 نسمة حسب تعداد اليمن لعام 2004.